# بلاي ستيشن موف هيروس
بلاي ستيشن موف هيروس (بالإنجليزية: PlayStation Move Heroes)‏ ، هي لعبة فيديو إلكترونية من نوع أكشن مغامرات، أنتجت سنة 2011م ونشرها شركة سوني كمبيوتر إنترتنمنت سنة 2011م.